# Powiat krośnieński (II Rzeczpospolita)
Powiat krośnieński – powiat województwa lwowskiego II Rzeczypospolitej. Jego siedzibą było miasto Krosno. Rozporządzeniem Rady Ministrów z dnia 7 stycznia 1932 zniesiono strzyżowski z dniem 1 kwietnia 1932, a jego terytorium włączono do powiatu rzeszowskiego. 1 sierpnia 1934 dokonano nowego podziału powiatu na gminy wiejskie.

## Starostowie
- Emil Rappe (1930)[4]
- Kazimierz Stępień (1935, do 1937)[5][6][7][8]
- Roman Frankowski (1937)[9][10][11][12]
- Kazimierz Stępień (do 1939)[13]

## Gminy wiejskie w 1934 r.
- gmina Chorkówka
- gmina Frysztak
- gmina Iwonicz
- gmina Jedlicze
- gmina Korczyna
- gmina Miejsce Piastowe
- gmina Nadole
- gmina Odrzykoń[14]
- gmina Polany
- gmina Tylawa
- gmina Wiśniowa

## Miasta
- Krosno
- Dukla